# 미사일 커맨드
《미사일 커맨드》(Missile Command)는 1980년 아타리가 제작하고 배급한 진행형 슈팅 오락실 게임이다. 같은 해 아타리의 벡터 그래픽스 게임 《템페스트》를 설계했던 데이브 토이러가 설계하였다. 냉전 시대에 출시한 이 게임에서 플레이어는 트랙볼을 사용하여 세 개의 기지로부터 탄도탄 요격 미사일을 발사하여 여섯 개의 도시를 대륙간 탄도 미사일로부터 방어해야 한다.
롭 풀롭(Rob Fulop)의 1981년 아타리 VCS 이식을 시작으로, 아타리는 《미사일 커맨드》를 가정용으로 발매하였고 뒤이어 수많은 동시대의 클론 게임과 현대적인 리메이크 게임이 이어졌다. 《미사일 커맨드》의 1987년 아타리 8비트 컴퓨터용 포트는 아타리 5200에 재사용되었고 아타리 XEGS에 내장되었다.

## 줄거리
플레이어의 6개 도시는 끝없는 탄도 미사일의 공격을 받고 있으며, 그 중 일부는 독립적으로 타겟팅할 수 있는 여러 개의 재진입 차량처럼 분할된다. 새로운 무기는 이후 레벨에 도입된다. 완벽하지 않은 표적 미사일을 피할 수 있는 스마트 폭탄, 화면을 가로질러 날아가 자체 미사일을 발사하는 폭격기 및 위성 등이 있다. 플레이어는 3개의 대미사일 포대의 지역 사령관으로서 해당 지역의 6개 도시가 파괴되지 않도록 방어해야 한다.

## 게임플레이
이 게임은 트랙볼을 통해 하늘 배경을 가로질러 십자선을 이동하고 세 개의 버튼 중 하나를 눌러 해당 배터리에서 카운터 미사일을 발사하는 방식으로 진행된다. 반 미사일은 십자선에 도달하면 폭발하여 몇 초 동안 지속되는 불덩어리를 남기고 그 안에 들어가는 적 미사일을 모두 파괴한다. 각각 10개의 미사일을 탑재한 3개의 포대가 있다. 모든 미사일이 발사되거나 적의 공격에 의해 파괴되면 배터리는 쓸모 없게 된다. 중앙 포대의 미사일은 훨씬 더 빠른 속도로 목표물을 향해 날아간다. 오직 이 미사일만이 원거리에서 스마트 폭탄을 효과적으로 파괴할 수 있다.
게임은 난이도가 높아지는 일련의 레벨로 진행된다. 각 레벨에는 정해진 수의 들어오는 적 무기가 포함되어 있다. 무기는 도시와 미사일 포대를 모두 공격하며 한 번의 명중으로 모든 목표를 파괴할 수 있다. 적의 무기는 한 레벨 동안 세 개의 도시만 파괴할 수 있다. 모든 적의 무기가 파괴되거나 목표에 도달하면 레벨이 종료된다. 미사일이 부족한 플레이어는 더 이상 레벨의 나머지 부분을 제어할 수 없다. 레벨이 끝나면 플레이어는 나머지 모든 미사일과 도시에 대해 보너스 포인트를 받는다. 미리 설정된 점수 간격으로 플레이어는 현재 레벨이 끝날 때 파괴된 도시를 대체하는 데 사용할 수 있는 보너스 도시를 얻는다. 이러한 보너스 도시는 예비로 보관할 수 있으며 필요에 따라 자동으로 배치된다. 점수 배율은 1x에서 시작하여 두 번째 레벨마다 1x씩 증가하여 최대 6x까지 증가한다. 이 승수는 목표 값과 보너스 값 모두에 영향을 미친다.
6개의 도시가 모두 파괴되고 플레이어가 현재 레벨에서 예비 도시도 없고 도시도 얻지 못하면 게임은 필연적으로 종료된다. 대부분의 초기 아케이드 게임과 마찬가지로 "승리"할 수 있는 방법은 없다. 새로운 레벨이 나올 때마다 적의 무기는 더욱 빠르고 다양해진다. 그렇다면 게임은 플레이어가 얼마나 오래 살아남을 수 있는지를 겨루는 경쟁일 뿐이다. 게임이 끝나면 화면에 "Game Over"가 아닌 "The End"가 표시되어 "결국 모든 것을 잃게 된다. 승자는 없다"라는 의미이다. 그러나 플레이어가 최고 점수 목록을 작성하고 게임에서 플레이어에게 이니셜을 입력하라는 메시지가 표시되면 이 결론은 건너뛴다.

## 개발
게임이 처음 디자인되었을 때 6개 도시는 캘리포니아의 6개 도시(유레카, 샌프란시스코, 샌루이스오비스포, 산타바바라, 로스앤젤레스, 샌디에이고)를 대표하도록 의도되었다. 나중에 개발 과정에서 도시 이름은 플레이되는 게임 레벨에 따라 다양해졌지만 결국 도시 이름은 완전히 제거되었다.
미사일 커맨드를 프로그래밍하는 동안 수석 프로그래머인 데이브는 핵폭발로 도시가 파괴되는 악몽에 시달렸다.

## 평가
| 평가                               |       |
| ---------------------------------- | ----- |
| 평론 점수 평론사 점수 올게임 [ 6 ] |       |
| 평론 점수                          |       |
| 평론사                             | 점수  |
| 올게임                             | [ 6 ] |